# Johannes Lindbæk
Johannes Peder Lindbæk (født 6. december 1872 i Ribe, død 25. juli 1919 i Roskilde) var en dansk historiker. Søn af Adjunkt, senere sognepræst i Seem, J.B. Lindbæk.
1890: Student fra Ribe Katedralskole
1897 og cand. mag. i historie. Han studerede særlig dansk middelalderlig kirkehistorie, afskrev under flerårige ophold i Rom pavebreve i Vatikanets arkiv og udgav 1906 (sammen med Gustav Stemann) De danske Helligaandsklostre. 
1907 blev han dr. phil. med disputatsen Pavernes Forhold til Danmark 1448—1513. 1903—10 udgav han Aktstykker og Oplysninger til Statskollegiets Historie 1660—76 og 1907—15 (sammen med Alfred Krarup) Acta pontificum Danica.
Hans hovedværk er De danske Franciskanerklostre (1914), 1. bind af en dansk klosterhistorie, til hvilken han har efterladt betydelige samlinger. I 1915 blev han medlem af Det kongelige danske Selskab for Fædrelandets Historie. Han var medudgiver af Verdenskrigen og udgav 1917 Forspillet til Verdenskrigen. Samme år blev han stiftsskriver i Roskilde.
Hans hustru Sofie, født Aubert 1875 i Kristiania, død 1953, var en norsk forfatterinde. Hun har skrevet flere fortællinger (blandt andet Student, 1907) og udgivet en række interessante memoireskrifter fra den Aubertske familie: Landflygtige (1910), Hjemmet paa Fæstningen (1912), Moer Korens dagbøger (2 bind, 1915) og Fra krinolinetiden (1921).